# ゼッフィーロ (フリゲート)
ゼッフィーロ（イタリア語: Zeffiro, F 577）は、イタリア海軍のマエストラーレ級フリゲート8番艦。艦名は西風、春のそよ風を意味するイタリア語に由来する。

## 艦歴
「ゼッフィーロ」は、リウーニティ造船リヴァ・トリゴソ造船所で建造され、1984年5月19日に進水、1985年5月4日に就役する。
近年は不朽の自由作戦に参加しインド洋に展開している。インド洋では海上自衛隊から洋上補給も受けている。
2010年12月にはアタランタ作戦の第465任務部隊に参加するためソマリア沖・アデン湾に展開している。
2008年から戦闘システムの近代化改修工事が始まる。